# Người New Zealand gốc Việt
Người New Zealand gốc Việt là những người mang quốc tịch New Zealand và có tổ tiên đến từ Việt Nam.

## Lịch sử
| Số người sinh tại Việt Nam, sống tại New Zealand | Số người sinh tại Việt Nam, sống tại New Zealand |
| Năm                                              | Số người                                         |
| ------------------------------------------------ | ------------------------------------------------ |
| 1976                                             | 236                                              |
| 2001                                             | 3.948                                            |
| 2006                                             | 4.875                                            |
| 2013                                             | 6.660                                            |
| 2018                                             | 10.086                                           |

Năm 1977 đánh dấu đợt đầu tiên 412 người Việt nhập cư ở New Zealand dưới dạng tỵ nạn, đa số thuộc thành phần ngoại giao và nhân viên liên hệ của chính thể Việt Nam Cộng hòa. Đến những năm 1979-80, cao điểm của nạn Thuyền nhân Việt Nam thì có khoảng 1.500 người được nhận sang New Zealand; sau đó số lượng giảm dần.  Từ năm 1977 đến 1993 tổng cộng có khoảng 4.500 người Việt được định cư ở New Zealand.
Đến cuối thế kỷ 20 thì khoảng 1/3 số người gốc Việt lại rời New Zealand sang Úc trước những khó khăn kinh tế ở New Zealand.
Năm 2018, số lượng người Việt Nam ở New Zealand là 10.086 người. Hầu hết người Việt tập trung sống ở những thành phố lớn Auckland, Wellington và Christchurch. Ở thành phố Auckland thì người Việt sống tập trung ở các khu Ōtāhuhu, Papatoetoe, Manurewa và Māngere.
Vào thời điểm năm 2001 thì chính phủ New Zealand ghi nhận có 4.773 người gốc Việt sinh sống tại New Zealand, đa số tập trung ở Auckland. Khoảng 2/5 theo Phật giáo; 1/5 theo Kitô giáo.

## Nhân khẩu học

### Dân Số Hiện Tại
Theo điều tra dân số gần đây nhất năm 2018, có 10.086 người New Zealand gốc Việt sống tại New Zealand.

### Phân Bố Dân Cư
Người New Zealand gốc Việt phân bố rộng khắp các khu vực của New Zealand, với một số khu vực có tỷ lệ người Việt cao hơn hẳn:
- Auckland: 62.7%[5] người New Zealand gốc Việt sinh sống tại đây, làm cho Auckland trở thành nơi có cộng đồng người Việt lớn nhất ở New Zealand. Thành phố này cũng có nhiều doanh nghiệp và tổ chức văn hóa của người Việt.
- Wellington: 14.2% người New Zealand gốc Việt sống ở Wellington, thủ đô New Zealand, đóng góp vào bức tranh đa văn hóa của thành phố.
- Canterbury: 6.8% người New Zealand gốc Việt sống tại đây, với cộng đồng tập trung chủ yếu ở Christchurch, nơi có nhiều người Việt tham gia vào ngành dịch vụ và nhà hàng.
- Waikato: 3.2% người New Zealand gốc Việt sống tại đây, với sự hiện diện đáng kể ở Hamilton.
- Manawatū-Whanganui Region: 2.7% người New Zealand gốc Việt sống tại khu vực này.
- Otago: 2.2% người New Zealand gốc Việt sống tại đây.
- Hawke's Bay: 1.6% người New Zealand gốc Việt sinh sống tại đây.
- Bay of Plenty: 1.9% người New Zealand gốc Việt sống tại đây.
- Nelson: 1.2% người New Zealand gốc Việt sống tại khu vực này.

Các khu vực khác có tỷ lệ người Việt thấp hơn nhưng vẫn có sự hiện diện của cộng đồng người New Zealand gốc Việt, bao gồm:
- Northland: 0.6%
- Taranaki: 0.9%
- Tasman: 0.5%
- Marlborough: 0.3%
- West Coast: 0.1%
- Southland: 0.8%
- Gisborne: 0.1%

## Văn hóa

### Ngôn Ngữ
Nhiều người New Zealand gốc Việt nói song ngữ, sử dụng cả tiếng Việt và tiếng Anh. Các trường dạy tiếng Việt và các chương trình cộng đồng giúp duy trì ngôn ngữ này cho thế hệ trẻ.

### Tôn giáo
Tôn giáo của người New Zealand gốc Việt đã thay đổi đáng kể trong các năm qua:
- Không tôn giáo: Tăng từ 26.6% năm 2006 lên 54.1% năm 2018.[5]
- Phật giáo: Giảm từ 47.6% năm 2006 xuống còn 23.8% năm 2018.
- Kitô giáo: Giảm từ 23.3% năm 2006 xuống còn 16.5% năm 2018.
- Khác: Các tôn giáo khác như Hindu giáo, Hồi giáo, Do Thái giáo, và các tín ngưỡng khác chiếm tỷ lệ nhỏ hơn 1%.